# Nationalpark Baie de Baly
Der Nationalpark Baie de Baly (deutsch: Bucht von Baly) liegt im Nordwesten der Insel Madagaskar in der Nähe der Ortschaften Soalala und Ambohipaky, und ca. 150 km von der Provinzhauptstadt Mahajanga entfernt.
Seine Südgrenze bildet der Fluss Kapiloza und er wird auch von dem Andranomavo durchquert.
Nicht weit von dem Nationalpark Baie de Baly entfernt befindet sich auch der Nationalpark Tsingy de Namoroka.

## Fauna
Im Park gibt es 13 Arten von Säugetieren, davon 6 Primaten, 37 verschiedene Arten von Reptilien, 8 Amphibien und 122 Vogelarten.
Unter diesen Arten ist besonders die Madagassische Schnabelbrustschildkröte zu erwähnen, welche nur in diesem kleinen Gebiet vorkommt.
Andere seltene Arten sind der Madagaskarseeadler (Ankoay), Große Makis, der Von-der-Decken-Sifaka und der Rote Maki.

## Flora
129 Arten sind in dem Nationalpark zu finden.

## Besonderheiten
Aufgrund des Glaubens der einheimischen Bevölkerung, ist Schweinefleisch im Nationalpark nicht erlaubt. Bei Anreise mit dem Schiff aus Mahajanga sind ebenfalls Pistazien tabu.